# Kletečná (Humpolec)
Kletečná (německy Kletetschna) je malá vesnice, část města Humpolec v okrese Pelhřimov. Nachází se asi 6 km na jihozápad od Humpolce. V roce 2009 zde bylo evidováno 150 adres. V roce 2001 zde trvale žilo 150 obyvatel. Do Kletečné spadá část hráze a nádrže Sedlické přehrady. Osadou protéká Jankovský potok, který bývá označován jako jeden z pramenů řeky Želivky.
Kletečná leží v katastrálním území Kletečná u Humpolce o rozloze 7,97 km².

## Historie

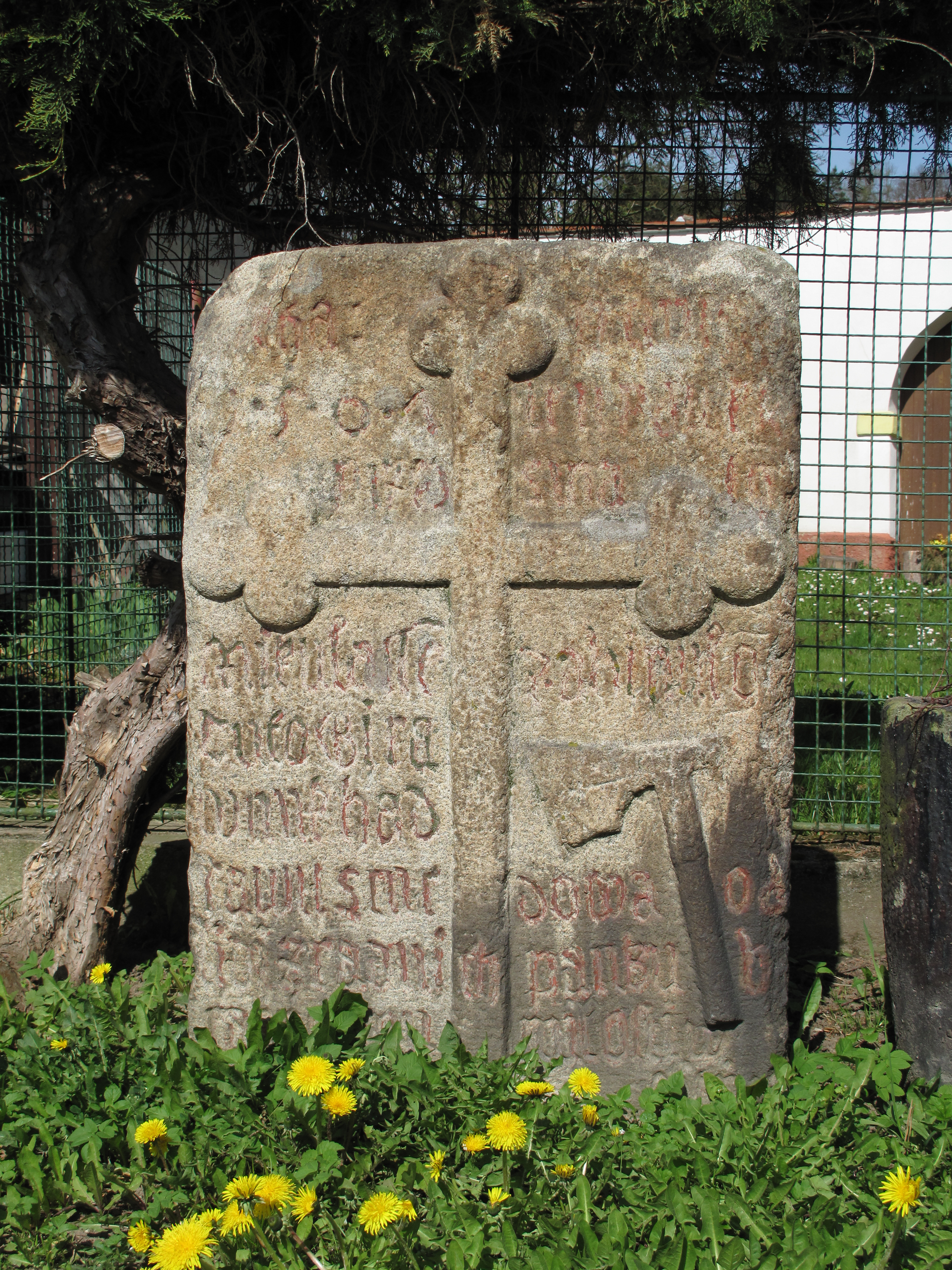
Smírčí kříž

První písemná zmínka o místě zvaném Kletečná pochází z roku 1226.
- 1902 - předána do užívání školní budova
- 1903 - založen hasičský spolek
- 1908 - 23. května se protrhla hráz rybníka Dolní Kladiny, voda zaplavila značnou část obce
- 1920 - 2. listopadu zachvátil obec požár, shořelo 5 stavení
- 1922 - založen ochotnický divadelní spolek
- 1926 - dokončena stavba přehrady na Želivce a silnice Kletečná-Sedlice
- 1927 - obec postihlo krupobití
- 1946 - poválečné volby - vítězí KSČ
- 1946 - odhalení pomníku otci a synu Čapkovým zastřeleným v květnových dnech 1945
- 1947 – provedena elektrifikace obce
- 1948 – proběhla parcelace dvorů Smrdov a Šimonice

## Významní rodáci
- Jan Chmelař – katolický kněz, politický vězeň komunistického režimu
- Bohumil Trnka – jazykovědec a literární historik
- Prof. MUDr. František Hamza – lékař a spisovatel, zakladatel Hamzovy dětské léčebny v Luži